# L'Homme au marteau
L'Homme au marteau est le deuxième roman de Jean Meckert publié en 1943 dans la collection Blanche des Éditions Gallimard.

## Éditions
- 1943 : collection Blanche, Éditions Gallimard[1]
- 2006 : collection Arcanes,  Éditions Joëlle Losfeld[2]

## Sources
- Polar revue trimestrielle no 16, octobre 1995